# Робърт Бовал
Робер Гастон Бовал (на френски: Robert Bauval), издаван на български като Робърт Бювал, е белгийски строителен инженер, писател, автор на бестселъри в жанра документалистика, изследовател на Египет, известен със своята теория за „Корелацията с Орион“.

## Биография и творчество
Роден е на 5 март 1948 г. в Александрия, Египет. Баща му е белгиец, а майка му има малтийско-италиански произход. Учи в британско училище за момчета в Александрия и във францискански колеж в Бъкингамшър, Англия. Напуска Египет през 1967 г., 6 дни преди войната по време на президентството на Гамал Абдел Насър. През 1973 г. завършва университета „Саутбанк“ в Лондон с инженерна диплома по сграден мениджмънт и технологии. Има следдипломна квалификация по европейски маркетинг от Колежа „Нюланд“ в Бъкингамшър.
След дипломирането си работи като строителен инженер в Оман (1973 – 1977), Иран (1077 – 1978), Судан (1979 – 1980), Гвинея (1980 – 1981), Саудитска Арабия (1981 – 1985), Франция, Австралия (1986 – 1989) и Англия (от 1989 г.), като по-голяма част от кариерата си работи в Близкия изток и Африка. Говори 5 езика – английски, френски, италиански, арабски и испански.
През 1983 г. Бовал започва да изучава египтология. В края на 1992 г. се опитва да получи превод на „Hermetica“ от Уолтър Скот, а не след дълго попада на ново издание с предговор от Ейдриън Гилбърт. Свързва се с него за коментар на връзката между александрийското училище на Хермес Трисмегист и строителите на пирамиди от Четвъртата династия на Египет. Установявайки сътрудничество двамата публикуват през 1994 г. книгата „Загадката Орион: Свещените тайни на египетските пирамиди“. Тя става бестселър №1 и преведена на повече от 25 езика. „BBC Two“ излъчва документален филм за теориите на Бовал.
В следващите си произведения си сътрудничи с американския писател Греъм Хенкок, физика д-р Томас Брофи от Сан Диего и египетския писател Ахмед Осман.
Робер Бовал става известен пропагандатор на теорията за връзката между разположението на известните и емблематични египетски пирамиди, и на звездите от съзвездието Орион, наречена „Корелацията с Орион“. Тя е част от хипотезата на Бовал (и на писателите Греъм Хенкок и Хавиер Сиера) за съществуването на т. нар. „Златен век на човечеството“. Според хипотезата цивилизацията на Златния век е изчезнала преди около 10 500 години и е предшественик на всички модерни цивилизации. Официалната наука не приема теорията за „Корелацията с Орион“.
Откритията и теориите на Бовал са били предмет на десетки телевизионни документални филми, дискутирани са по много канали BBC, ZDF, France A3, ABC, NBC, Fox TV, History Channel, Discovery Channel и RAI-Italia.
В края на юли 2014 г. посещава България като член (заедно с проф. Робърт Шох, проф. Ана Радунчева от Археологическия институт към БАН и астрофизика Томас Брофи) на международна изследователска експедиция, която изследва култови знаци, оставени от древната цивилизация на Новокоманенната и Каменно-медната епохи по праисторическите светилища Белинташ, Татул и Харман Кая. В резултат на проучванията и посещението на скалата „Лъвската глава“ в Родопите, възниква идеята за книгата му „Произходът на Сфинкса“ от 2017 г.
Робер Бовал има 2 деца, които живеят в Англия, а той със съпругата си Мишел Вейсиере живее в Торемолинос, Испания.

## Произведения
- The Orion Mystery (1994) – с Ейдриън Гилбърт
Загадката Орион: Разкрийте тайните на египетските пирамиди, изд. „Абагар“ (1996), прев. Боряна Гечева
- Keeper Of Genesis (1995) – с Греъм Хенкок
Пазителят на Сътворението: Тайните на египетския сфинкс, изд. „Мириам“ (1998), прев. Боряна Гечева
- The Message of the Sphinx (1997)
- Secret Chamber (1999)
В подземията на Египет: В търсене на „Залата на архивите“, изд.: ИК „Бард“, София (2002), прев. Любомир Николов – Нарви
- Talisman: Sacred Cities, Secret Faith (2004) – с Греъм Хенкок
Талисман: Свещени градове, свещена тайна, изд.: ИК „Бард“, София (2005), прев. Венцислав Божилов
- The Egypt Code (2006) – отчет за научноизследователския проект „Корелацията с Орион“
Египетският код, изд.: ИК „Бард“, София (2009), прев. Венцислав Божилов
- Black Genesis: The Prehistoric Origins of Ancient Egypt (2011) – с Томас Брофи
- The Master Game: Unmasking the Secret Rulers of the World (2011)
- Breaking The Mirror Of Heaven: The Conspiracy To Suppress The Voice Of Ancient Egypt (2012) – с Ахмед Осман
- Imhotep the African: Architect of the Cosmos (2013) – с Томас Брофи
- The Vatican Heresy: Bernini and the Building of the Hermetic Temple of the Sun (2014) – с Киара Хоенцолерн и Сандро Зикари
- Egypt Unveiled: The Quest for Maat (2014) – с Ахмед Осман
- Origins of the Sphinx: Celestial Guardian of Pre-Pharaonic Civilization (2017) – с проф. Робърт Шох
- Cosmic Womb: The Seeding of Planet Earth (2017) – с Чандра Уикрамасиндж
Космическа утроба : засяването на планетата Земя, изд.: ИК „Бард“, София (2018), прев. Валерий Русинов